# Чунтешть
Чунтешть, Чунтешті (рум. Ciuntești) — село у повіті Арад в Румунії. Входить до складу комуни Крайва.
Село розташоване на відстані 399 км на північний захід від Бухареста, 74 км на північний схід від Арада, 120 км на захід від Клуж-Напоки, 114 км на північний схід від Тімішоари.

## Населення
За даними перепису населення 2002 року у селі проживали 187 осіб, усі — румуни. Усі жителі села рідною мовою назвали румунську.